# Комарёво
Комарёво — село в городском округе Озёры Московской области России. Население — 104 чел. (2010).

## Население
| 1852 | 1859 | 1890 | 1926 | 2002 | 2006 | 2010 |
| ---- | ---- | ---- | ---- | ---- | ---- | ---- |
| 160  | ↗227 | ↗381 | ↗485 | ↘157 | ↘91  | ↗104 |

## География
Расположено в западной части района, примерно в 5 км к западу от центра города Озёры, на левом берегу реки Оки. В селе 4 улицы — Весенняя, Дружбы, Зелёная и Солнечная, зарегистрировано 4 садовых товарищества. Связано автобусным сообщением с городами Озёры и Ступино. Ближайший населённый пункт — деревня Александровка.

## История
В «Списке населённых мест» 1862 года Комарево — владельческое село 2-го стана Коломенского уезда Московской губернии между левым берегом реки Оки и Каширским трактом, в 30 верстах от уездного города, при колодце, с 34 дворами, православной церковью и 227 жителями (107 мужчин, 120 женщин).
В 1864—1868 годах в Комарёве выстроена церковь Николая Чудотворца — каменный однокупольный храм в русском стиле с колокольней, боковые приделы Сергия Радонежского и Митрофана Воронежского.
По данным на 1890 год село входило в состав Суковской волости Коломенского уезда, население составляло 381 человек.
В 1913 году — 74 двора, церковно-приходская школа, чайная и мелочная лавки.
По материалам Всесоюзной переписи населения 1926 года — центр Комаревского сельсовета Суковской волости, проживало 485 жителей (221 мужчина, 264 женщины), насчитывалось 89 хозяйств, среди которых 73 крестьянских, имелась школа 1-й ступени.
С 1929 года — населённый пункт в составе Озёрского района Коломенского округа Московской области, с 1930-го, в связи с упразднением округа, — в составе Озёрского района Московской области.
В 1941 году сломана Никольская церковь. На её месте в начале XXI века выстроена деревянная церковь-часовня простой архитектуры, позже обложенная кирпичом.
До муниципальной реформы 2006 года — село Тарбушевского сельского округа.